# Nellithope (Đơn vị bầu cử Liên minh Lãnh thổ)

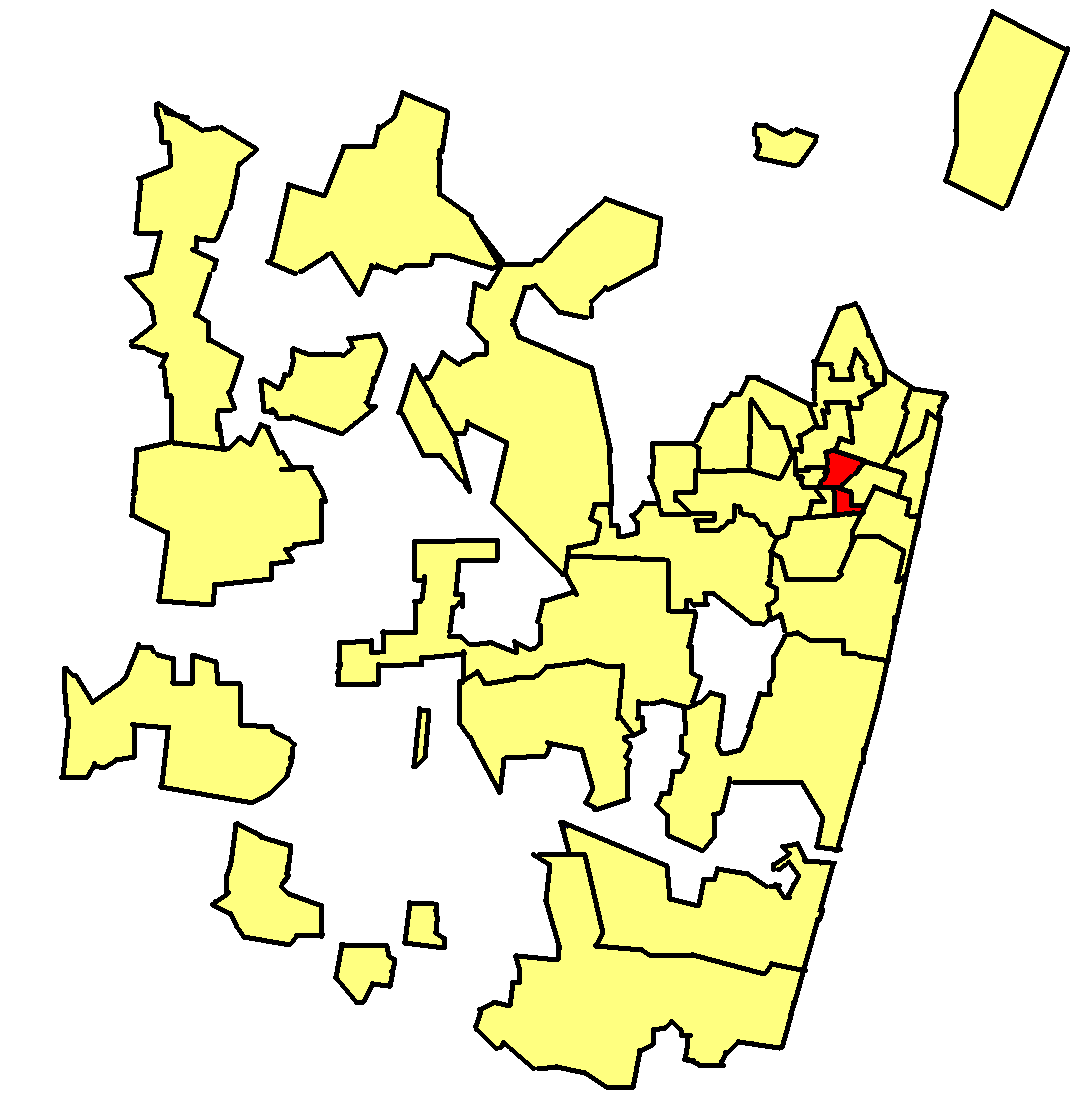
Bản đồ hiển thị vị trí của Khu vực bầu cử của Nellithope, trong số 23 khu vực bầu cử ở quận Puducherry.

Nellithope là một tổ chức hội đồng lập pháp trong lãnh thổ Liên minh Puducherry ở Ấn Độ. Đơn vị bầu cử Nellithope là một phần của Puducherry (khu vực bầu cử của Lok Sabha).

## Thành viên của Hội đồng lập pháp
- Năm 1964: N. Ranganathan, Mặt trận Nhân dân
- Năm 1969: N. Ranganathan, Đảng Cộng sản Ấn Độ
- Năm 1974: R. Kannan, Quốc hội Ấn Độ (Tổ chức)
- Năm 1977: R. Kannan, Đảng Janata
- Năm 1980: P. Ramalingam, Dravida Munnetra Kazhagam
- Năm 1985: RV Janakiraman, Dravida Munnetra Kazhagam
- Năm 1990: RV Janakiraman, Dravida Munnetra Kazhagam
- Năm 1991: RV Janakiraman, Dravida Munnetra Kazhagam
- Năm 1996: RV Janakiraman, Dravida Munnetra Kazhagam
- Năm 2001: RV Janakiraman, Dravida Munnetra Kazhagam
- Năm 2006: Om Sakthi Sekhar, Toàn Ấn Độ Anna Dravida Munnetra Kazhagam
- Năm 2011: Om Sakthi Sekhar, Toàn Ấn Độ Anna Dravida Munnetra Kazhagam
- Năm 2016: A. Johnkumar, Quốc hội Ấn Độ (đã từ chức để đưa ra các cuộc bầu cử phụ cho CM)
- Năm 2016: V. Narayanasamy, Quốc hội Ấn Độ